# 魚沼インターチェンジ
魚沼インターチェンジ（うおぬまインターチェンジ）は、新潟県魚沼市干溝にある、関越自動車道のインターチェンジ。
当インターチェンジおよび後述するバスストップについては、2024年（令和6年）11月1日に「小出インターチェンジ」および「小出バスストップ」から名称が変更された。

## 道路
- E17 関越自動車道（18番）

## 接続する道路
- 国道291号

## 料金所
- ブース数：4

### 入口
- ブース数：2
  - ETC専用：1
  - ETC・一般：1

### 出口
- ブース数：2
  - ETC専用：1
  - ETC・一般：1

## 魚沼バスストップ
IC内、料金所内にある高速バス停留所。

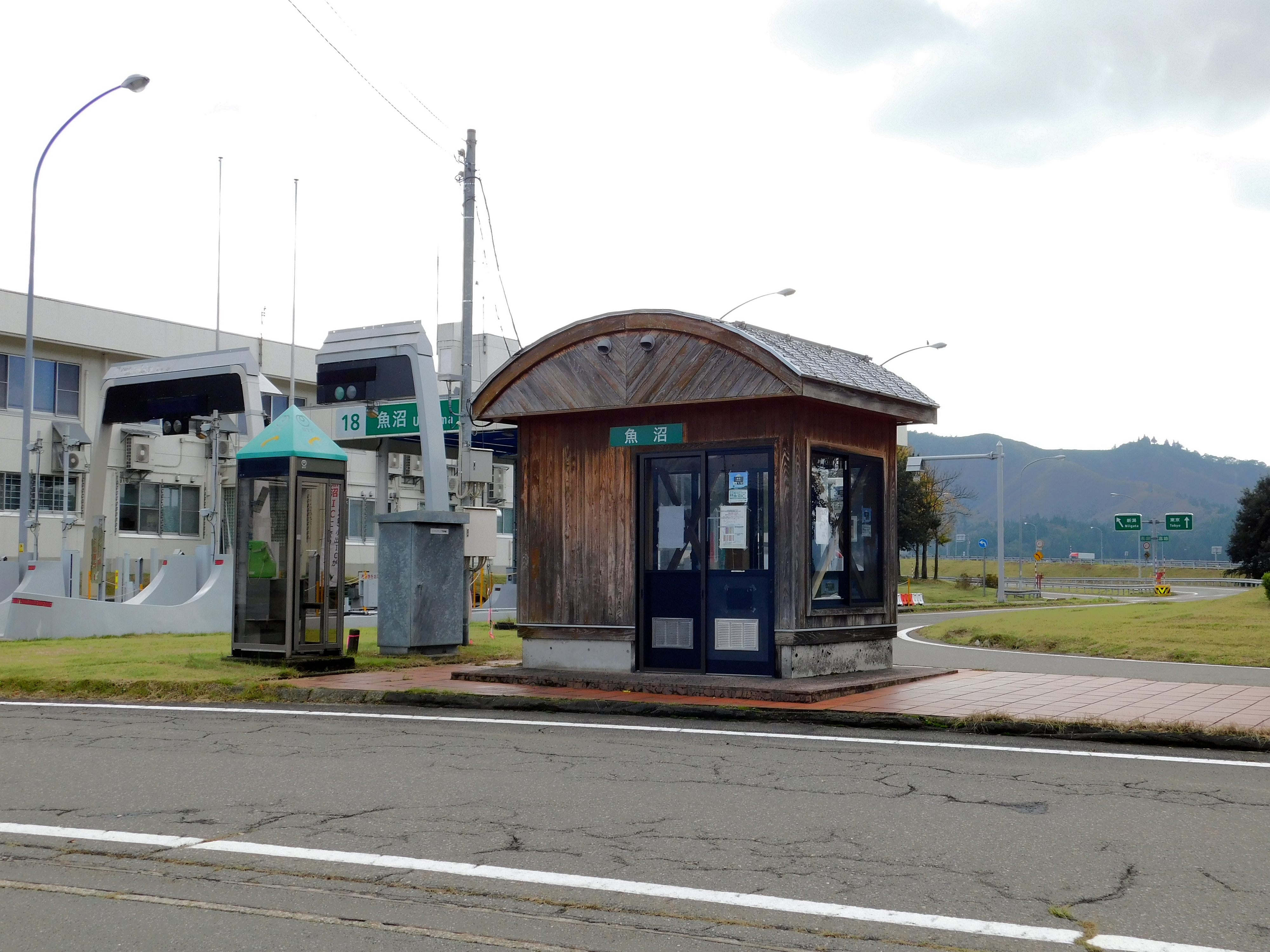
魚沼バスストップ待合室

- バスは料金所手前で路線バス専用ロータリーに入り、客扱いを行う。停車する全路線が、引き続き関越自動車道を走行する。新潟・六日町両方面のバスが発着するため、行先を確認をする必要がある。
- 利用できる駐車場は10台程度である。
- 一般路線バスの乗り入れはないが、西に約500メートル離れた国道17号上に、南越後観光バス小出 - 浦佐 - 六日町線の「小出中学校入口」停留所がある。
- 魚沼市のタクシーは深夜営業を行わない。深夜に発着するバスを利用する場合には、注意が必要である。

### 停車路線
- 県外線
  - 東京・大宮 - 長岡・新潟線（バスタ新宿・池袋駅東口 - 万代シテイバスセンター）
六日町BS - 魚沼BS - （越後川口SA：休憩）- 小千谷BS
一部の便は、当停留所に停車しない。
- 県内線
  - 【ときライナー】Ｔ 十日町線（十日町 - 六日町 - 新潟駅万代口）
六日町BS - 魚沼BS - 越後川口BS

## 周辺
- 国道17号
- コメリホームセンター小出店
- ダイソー新潟魚沼店（国道17号北)
- 小出駅
- 奥只見レクリェーション都市公園 響きの森公園
  - 小出郷文化会館
- 魚沼農業協同組合小出支店
- 尾瀬国立公園
- 越後三山只見国定公園
- 奥只見ダム・奥只見湖・奥只見丸山スキー場
- 緑川酒造・玉川酒造・目黒邸
- 西福寺開山堂
- 湯之谷温泉郷
- 道の駅ゆのたに

## 隣
E17 関越自動車道
(17)六日町IC - (17-1)大和PA/SIC - (18)魚沼IC - (18-1)堀之内IC/PA